# Bruno Schulz (psychiatra)
Bruno Schulz (ur. 20 czerwca 1890 w Brunszwiku, zm. 7 lutego 1958 w Monachium) – niemiecki lekarz psychiatra i genetyk, profesor nadzwyczajny Uniwersytetu Ludwika i Maksymiliana w Monachium.

## Życiorys
Studiował medycynę w Berlinie, przed 1924 rokiem był asystentem w Heilanstalt Berlin-Buch i w Klinice Neurologicznej w Jenie u Hansa Bergera. Po 1924 roku został asystentem Ernsta Rüdina w Instytucie Genealogiczno-Demograficznym Niemieckiego Towarzystwa Badawczego Psychiatrii w Monachium. Kierował Instytutem w latach 1925–1928 i po 1945. W 1949 roku habilitował się, od 1954 roku był profesorem nadzwyczajnym. Nie był członkiem NSDAP.

## Wybrane prace
- Zum Problem der Erbprognose-Bestimmung. Zeitschrift für die gesamte Neurologie und Psychiatrie 102, S. 1–37 (1926)
- Über die hereditären Beziehungen der Hirnarteriosklerose (1929)
- Zur Genealogie des Mongolismus. Zeitschrift für die gesamte Neurologie und Psychiatrie 134, 1 (1931)
- Zur Erbpathologie der Schizophrenie (1933)
- Methodik der medizinischen Erbforschung unter besonderer Berücksichtigung der Psychiatrie, Leipzig 1936
- Kinder schizophrener Elternpaare. Zeitschrift für die gesamte Neurologie und Psychiatrie 168, 1 (1940)
- Zur genotypischen Beschaffenheit von Elternpaaren mit einem epileptischen Partner. Zeitschrift für die gesamte Neurologie und Psychiatrie 173, 1 (1941)
- Bruno Schulz, Adele Juda: Höchstbegabung: Ihre Erbverhältnisse sowie ihre Beziehungen zu psychischen Anomalien, München-Berlin 1953
- Zur Frage der Erblichkeit der Schizophrenie. Acta genet Bd. 6, S. 50–59 (1956/1957)